# 한국HP
한국HP(휴렛팩커드)(Hewlett-Packard Korea)는 1984년 설립된 휴렛 팩커드의 한국 지사이다. 1984년 8월 삼성휴렛팩커드 주식회사로 설립, 1995년 3월 한국휴렛팩커드로 상호를 변경하였으며, 2002년 9월 주식회사에서 유한회사로 변경하였다. HP와 컴팩의 인수 합병에 따라 2002년 12월 컴팩코리아를 인수 합병하였고, 외국계 업체 최초로 유일무이하게 CCM 우수 기업 인증 마크를 획득하여, 소비자 중심 경영을 실천한 바 있다.

## 제품 및 서비스
- 데스크톱 PC
- 노트북 PC (파빌리온, 프로북, 엘리트북, 빅터스 시리즈)
- 프린터 및 복합기
- 잉크, 토너, 종이
- 모니터
- 스캐너
- iPAQ 핸드헬드
- 워크스테이션
- 서버
- 스토리지
- 엔터프라이즈 솔루션

## 기타

### 여의도 HP빌딩
한국HP는 1997년 IMF(외환 위기)로 부도가 난 고려증권 사옥(구 고려파이낸스빌딩)을 인수하여 15년간 사옥으로 사용해왔다. HP빌딩은 지하 7층, 지상 23층 규모로 연면적은 4만3835m2(1만3230평)이며, 인수가격은 평당 521만원대로 총 금액은 692억원 선이었다. 그러나 2012년 HP의 구조조정과 함께 현금유동성 확보를 위해 신영증권-CB리처드앨리스자산운용 컨소시엄에 매각했으며, 매각가격은 1900억~2000억원이다. 사무실은 세일&리스백 방식으로 재임대해 사용한다.

## 같이 보기
- 휴렛패커드
- 컴팩